# Hassan Bubacar Jallow

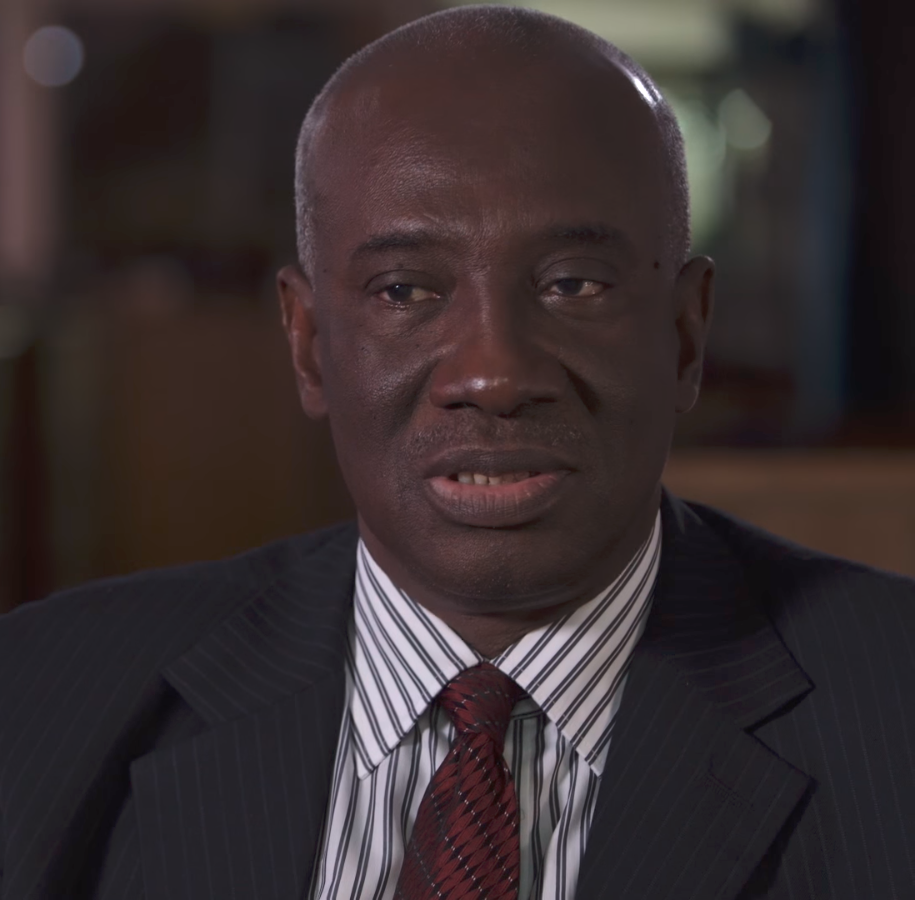
Hassan Bubacar Jallow, 2016

Hassan Bubacar Jallow (* 14. August 1951 in Bansang) ist ein gambischer Jurist und Ankläger beim Internationalen Strafgerichtshof für Ruanda (ICTR).

## Jurist und Minister in Gambia
Nach dem Studium der Rechtswissenschaften an der Universität von Daressalam von 1973 bis 1976 und Postgraduiertenstudien an der Nigerian Law School und dem University College in London von 1976 bis 1978 trat er 1976 in den Justizdienst Gambias ein. Ab 1976 war er Staatsanwalt im Büro des Generalstaatsanwalts, ehe er 1982 zum stellvertretenden Generalanwalt ernannt wurde.
1984 wurde er von Präsident Dawda Jawara zum Generalstaatsanwalt und Justizminister ernannt. Diese Ämter hatte er bis zum Sturz Jawaras durch Yahya Jammeh 1994 inne.
Anschließend war er zwei Jahre Rechtsdozent am Gambia Technical Training Institute, ehe er 1996 eine eigene Rechtsanwaltskanzlei eröffnete.
Von 1998 bis 2002 war Jallow Richter am Obersten Gericht von Gambia.

## Internationaler Strafgerichtshof für Ruanda
Bereits 1998 wurde er von Generalsekretär der Vereinten Nationen Kofi Annan als Experte für internationales Recht um die juristische Bewertung der Internationalen Strafgerichtshöfe für Ruanda und Jugoslawien gebeten.
Vor seiner Ernennung zum Ankläger beim ICTR im September 2003 als Nachfolger von Carla Del Ponte war er Richter am Berufungsgericht des Sondergerichtshofes für Sierra Leone sowie Mitglied des Schiedsgerichts des Commonwealth of Nations.
Bereits in der Vergangenheit hatte sich Jallow als Rechtsexperte der Organisation für Afrikanische Einheit (OAU) mit Menschen- und Völkerrecht beschäftigt und an der Afrikanischen Charta der Menschen- und Völkerrechte von 1981 mitgearbeitet.

## Auszeichnungen
- ? – Commander, Order of the Republic of The Gambia (CRG)

## Werke
- The Law of the African (Banjul) Charter on Human and People's Rights. Trafford Publishing, ISBN 1-4251-1418-0